# David Fane

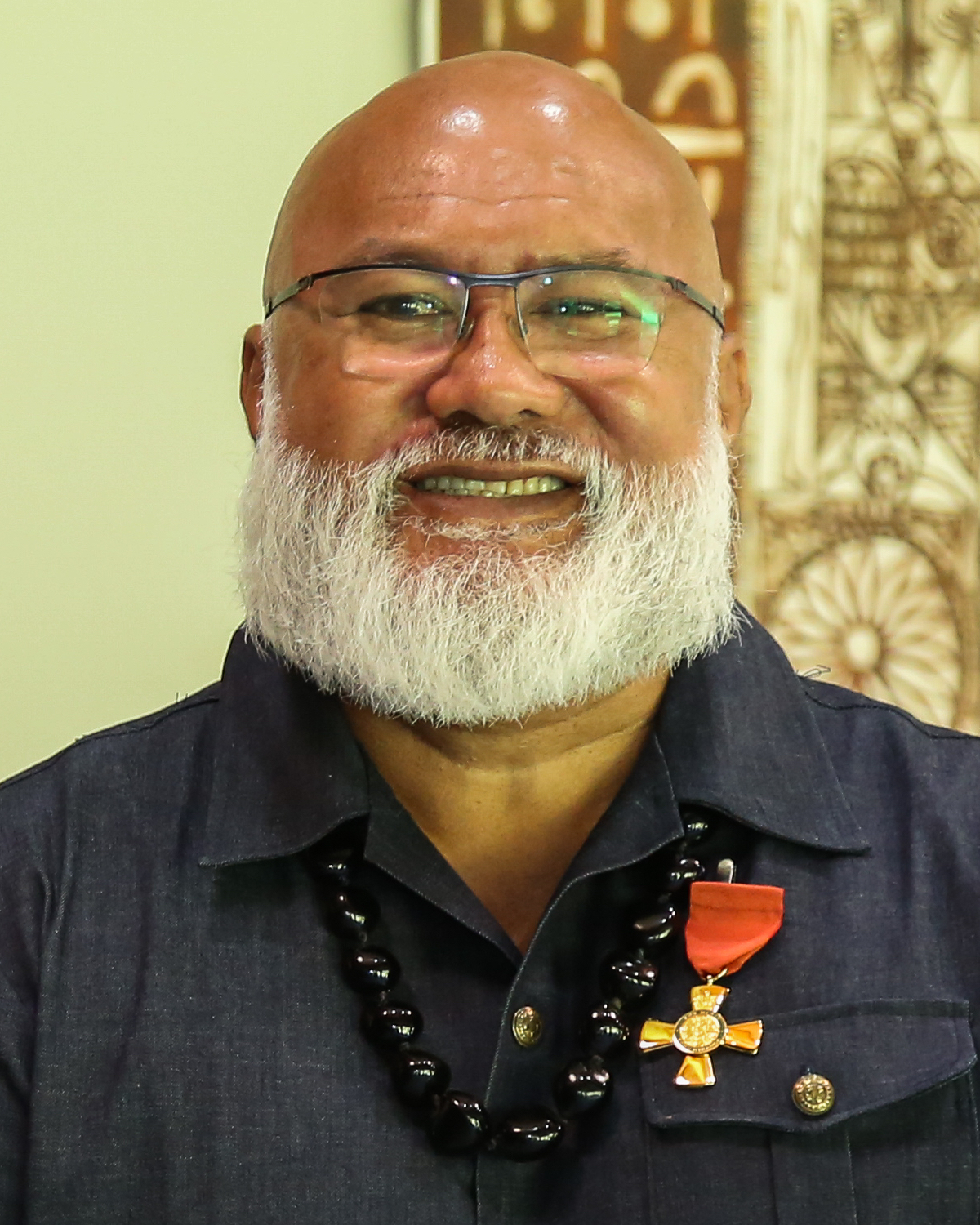
David Fane, 2023

David Fane, auch Dave Fane, OZNE (* 28. Dezember 1966 in Auckland, Neuseeland) ist ein neuseeländischer Schauspieler samoanischer Abstammung.

## Leben
Fane studierte am St. Pauls College in Grey Lynn.
1992 schloss er eine Ausbildung in Schauspielerei an der New Zealand Drama School Toi Whakaari mit Diplom ab. 2003 ließ er den Abschluss zum Bachelor of Performing Arts (Acting) hochstufen.
Seinen ersten Fernsehauftritt hatte er in der Sketch-Comedy-Show namens Skitz mit Oscar Kightley und Robbie Magasiva. Anschließend drehte er das Sitcom-Spinoff „The Semisis“, in dem er den Vater und den Minister spielte. 2004 trat er in einem von Oscar Kightley und Dave Andrews geschriebenen Stück mit dem Titel Niu Sila auf. Das Stück wurde mit dem Chapman Tripp Theatre Award als herausragendes neuseeländisches Stück des Jahres ausgezeichnet. Fane war Gründungsmitglied der Naked Samoans.
2016 wurde Fane zusammen mit Oscar Kightley bei den Creative New Zealand Arts Pasifika Awards mit dem Emerging Pacific Artist Award ausgezeichnet. Bei den Neujahrs-Ehrungen 2023 wurde Fane für Verdienste um die darstellenden Künste zum Officer of the New Zealand Order of Merit ernannt.

## Filmographie (Auswahl)
- 1993–1997: Skitz
- 1996: Telly Laughs
- 1998: The Semisis
- 1999: Target
- 2002–2003: The Strip
- 2002: Tongan Ninja
- 2003: The Legend of Johnny Lingo
- 2004–2009: Bro’Town (auch Drehbuch)
- 2005: The Market
- 2006: Sione’s Wedding
- 2007: Eagle vs Shark – Liebe auf Neuseeländisch (Eagle vs Shark)
- 2007: The Tattooist
- 2005–2010: Outrageous Fortune
- 2009: Diplomatic Immunity
- 2010: Radiradirah (auch Drehbuch)
- 2011: Love Birds – Ente gut, alles gut! (Love Birds)
- 2012: Sione’s 2: Unfinished Business
- 2015–2018: 800 Words
- 2022–2023: Our Flag Means Death (Fernsehserie)
- 2023: Next Goal Wins
- 2024: Vaiana 2 (als Synchronsprecher)